# Milaan-San Remo 2005

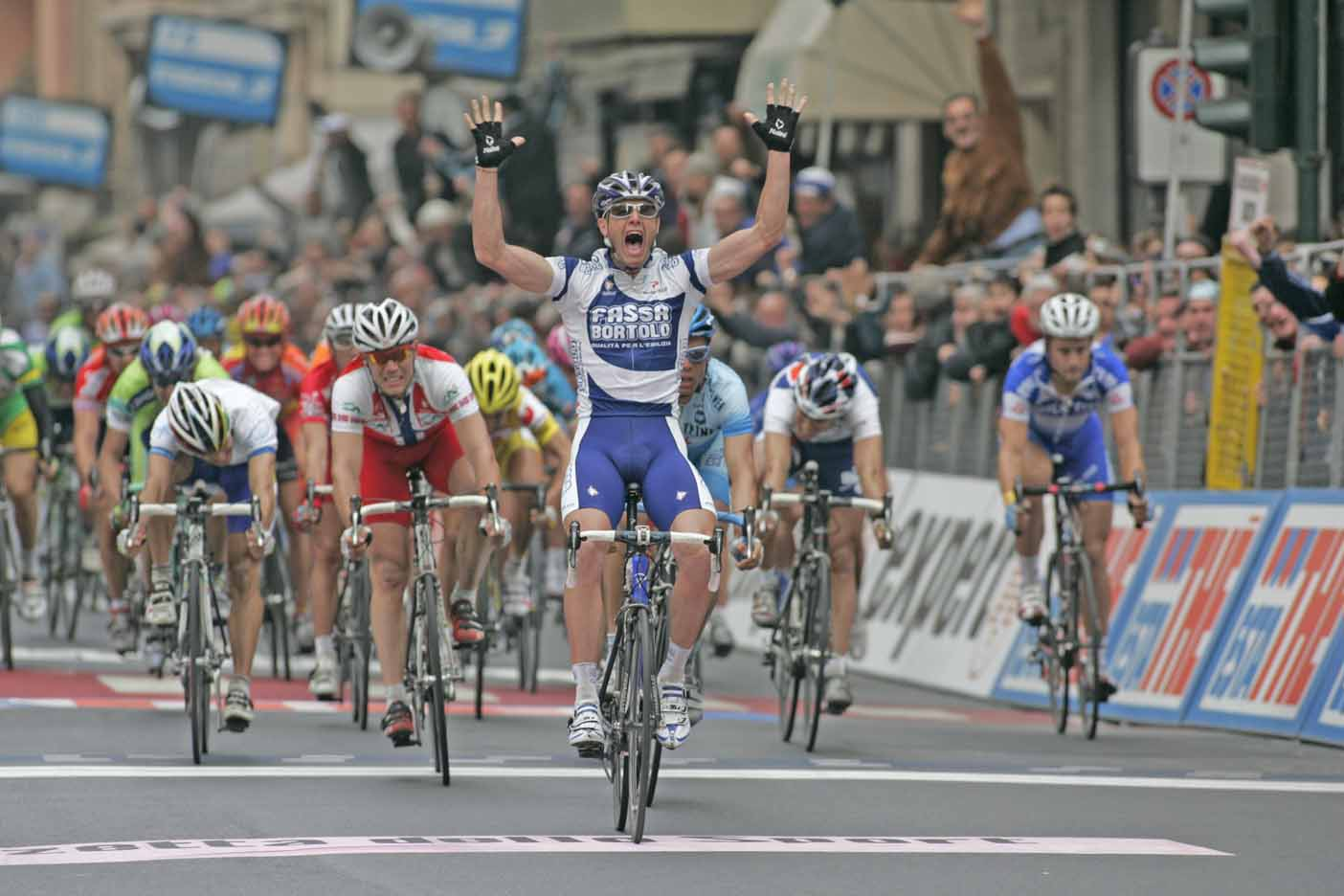
Finish van Milaan-San Remo 2005

De 96ste editie van Milaan-San Remo werd gehouden op 19 maart 2005. De renners moesten een afstand van 294 km, met daarin als belangrijkste obstakels de beklimmingen van de Passo del Turchino, de Capo Mele, de Capo Cervo, de Capo Berta, de Cipressa en de Poggio. Er stonden 198 renners aan de start, daarvan reden er 165 de wedstrijd uit.

## Verloop
De eerste 200 kilometer reed er een kopgroep vooruit die een maximale voorsprong kreeg van 17 minuten. Zij werden echter op tijd weer teruggepakt door het peloton. Op de Cipressa en de Poggio kwamen er zoals verwacht veel aanvallen. De belangrijkste was er een met Paolo Bettini en Andrej Kasjetsjkin, maar Fassa Bortolo liet de twee niet te ver wegrijden. Uiteindelijk reed er een groepje weg, maar door de aanwezigheid van Alejandro Valverde wilde geen van de andere renners doorrijden. Het liep daardoor alsnog uit op een massasprint op de Via Roma en daar was Alessandro Petacchi de sterkste.

## Uitslag
| Milaan–San Remo 2005 |                     |                        |          |
| Plaats               | Naam                | Ploeg                  | Tijd     |
| Winnaar              | Alessandro Petacchi | Fassa Bortolo          | 7u11'39" |
| 2                    | Danilo Hondo        | Team Gerolsteiner      | z.t.     |
| 3                    | Thor Hushovd        | Crédit Agricole        | z.t.     |
| 4                    | Stuart O'Grady      | Cofidis                | z.t.     |
| 5                    | Óscar Freire        | Rabobank               | z.t.     |
| 6                    | Philippe Gilbert    | Française des Jeux     | z.t.     |
| 7                    | Ruggero Marzoli     | Acqua & Sapone         | z.t.     |
| 8                    | Tom Boonen          | Quickstep - Innergetic | z.t.     |
| 9                    | Franco Pellizotti   | Liquigas               | z.t.     |
| 10                   | Manuele Mori        | Saunier Duval - Prodir | z.t.     |
|                      |                     |                        |          |
| 16                   | Léon van Bon        | Davitamon-Lotto        | z.t.     |

1907 · 1908 · 1909 · 1910 · 1911 · 1912 · 1913 · 1914 · 1915 · 1916 · 1917 · 1918 · 1919 · 1920 · 1921 · 1922 · 1923 · 1924 · 1925 · 1926 · 1927 · 1928 · 1929 · 1930 · 1931 · 1932 · 1933 · 1934 · 1935 · 1936 · 1937 · 1938 · 1939 · 1940 · 1941 · 1942 · 1943 · 1944 · 1945 · 1946 · 1947 · 1948 · 1949 · 1950 · 1951 · 1952 · 1953 · 1954 · 1955 · 1956 · 1957 · 1958 · 1959 · 1960 · 1961 · 1962 · 1963 · 1964 · 1965 · 1966 · 1967 · 1968 · 1969 · 1970 · 1971 · 1972 · 1973 · 1974 · 1975 · 1976 · 1977 · 1978 · 1979 · 1980 · 1981 · 1982 · 1983 · 1984 · 1985 · 1986 · 1987 · 1988 · 1989 · 1990 · 1991 · 1992 · 1993 · 1994 · 1995 · 1996 · 1997 · 1998 · 1999 · 2000 · 2001 · 2002 · 2003 · 2004 · 2005 · 2006 · 2007 · 2008 · 2009 · 2010 · 2011 · 2012 · 2013 · 2014 · 2015 · 2016 · 2017 · 2018 · 2019 · 2020 · 2021 · 2022 · 2023 · 2024 · 2025
Lijst van beklimmingen
 Parijs-Nice · 
 Tirreno-Adriatico · 
 Milaan-San Remo · 
 Ronde van Vlaanderen · 
 Gent-Wevelgem · 
 Ronde van het Baskenland · 
 Parijs-Roubaix · 
 Amstel Gold Race · 
 Waalse Pijl · 
 Luik-Bastenaken-Luik · 
 Ronde van Romandië · 
 Ronde van Catalonië · 
 Ronde van Italië · 
 Critérium du Dauphiné Libéré · 
 Ronde van Zwitserland · 
 Ploegentijdrit Eindhoven · 
 Ronde van Frankrijk · 
 HEW-Cyclassics-Cup · 
  ENECO Tour · 
 Clásica San Sebastián · 
 Ronde van Duitsland · 
 Ronde van Spanje · 
 GP Ouest-France-Plouay · 
 Ronde van Polen · 
 Kampioenschap van Zürich · 
 Parijs-Tours · 
 Ronde van Lombardije